# Art – Das Kunstmagazin

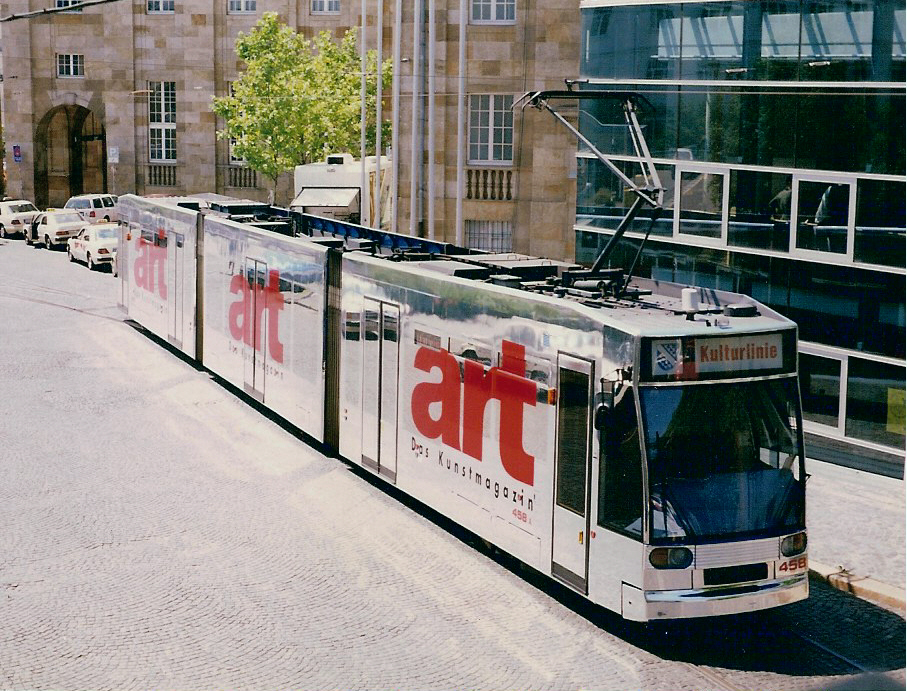
Straßenbahn in Kassel (1997) während der documenta X mit Werbung der Zeitschrift

art – Das Kunstmagazin ist eine monatlich erscheinende Kunstzeitschrift, die  von Wolf Uecker gegründet wurde und seit November 1979 im Verlag Gruner + Jahr erscheint. 

## Beschreibung
art wird von dem Hamburger Verlagshaus Gruner + Jahr herausgegeben. Die verkaufte Auflage beträgt 23.469 Exemplare, ein Minus von 68,1 Prozent seit 1998. Chefredakteur war von der Gründung bis zur Ausgabe 2/2005 Axel Hecht, sein Nachfolger ist seither Tim Sommer. In jeder Ausgabe werden bekannte und unbekannte Künstler mit ihren Werken vorgestellt. Der Schwerpunkt liegt auf der Zeitgenössischen Kunst. Dabei befasst sich die Zeitschrift mit allen Richtungen der Kunst (Malerei und Plastik, Architektur, Fotografie, Design, Videokunst etc.) art berichtet auch über Ausstellungen, Projekte und Termine. Die Rubrik Bildbefragung des Autorenpaares Rose-Marie und Rainer Hagen analysierte und beschrieb regelmäßig ein historisches Bild und wurde von der Rubrik „Meilensteine“ mit wechselnden Autoren abgelöst.

## Artis
Die monatliche Kunstzeitschrift Artis – Zeitschrift für neue Kunst (ISSN 0004-3842), die von 1950 bis 2001 im Schweizer Verlag Hallwag, Bern und Stuttgart-Ostfildern erschien, ist im Jahr 2001 vom Hamburger Kunstmagazin art vollständig übernommen worden.

## Kuratorenpreis
Am 14. April 2016 erhielt Susanne Pfeffer den erstmals verliehenen Kuratorenpreis des Kunstmagazins art. 